# Rolf Luethi
Rolf Luethi (* 10. April 1933 in Basel; † 14. Oktober 2015 in Luzern, heimatberechtigt in Adligenswil und Bleienbach) war ein Schweizer Bildhauer, Maler, Zeichner und Gestalter. Sein Werk umfasst Kunst am Bau, Skulpturen, Zeichnungen und Malerei. 

## Werk
Rolf Luethi absolvierte in Basel eine Lehre zum Mechaniker und studierte anschliessend an der Allgemeinen Gewerbeschule Basel bei dem Bildhauer Johannes Burla. 1964 erhielt Luethi den Anerkennungspreis der Stadt Luzern und 1972 ein Eidgenössisches Kunststipendium. Luethi schuf organische Skulpturen, die oft aus Kugeln, Ellipsen und Eiformen bestehen. Ab 1959 lebte Luethi in Luzern und zog 1974 nach Adligenswil.